# Monte Azul
Monte Azul é um município brasileiro do estado de Minas Gerais. Sua população recenseada em 2022 era de 20 328 habitantes.

## História
O município de Monte Azul tem sua origem no distrito de Boa Vista do Tremedal, criado em 1868 e subordinado ao município de Rio Pardo de Minas.

## Geografia
Clima
Segundo dados do Instituto Nacional de Meteorologia (INMET), referentes ao período de 1974 a 2015, a menor temperatura registrada em Monte Azul foi de 11 °C em 13 de julho de 1979 e a maior atingiu 41,1 °C em 22 de outubro de 2015. O maior acumulado de precipitação em 24 horas foi de 140,1 milímetros (mm) em 9 de dezembro de 2005,  136 mm em 16 de janeiro de 2002, 124 mm em 16 de janeiro de 1995, 116 mm em 24 de março de 1997 e 104,3 mm em 4 de março de 1982.
| Dados climatológicos para Monte Azul | Dados climatológicos para Monte Azul | Dados climatológicos para Monte Azul | Dados climatológicos para Monte Azul | Dados climatológicos para Monte Azul | Dados climatológicos para Monte Azul | Dados climatológicos para Monte Azul | Dados climatológicos para Monte Azul | Dados climatológicos para Monte Azul | Dados climatológicos para Monte Azul | Dados climatológicos para Monte Azul | Dados climatológicos para Monte Azul | Dados climatológicos para Monte Azul | Dados climatológicos para Monte Azul |
| Mês | Jan                                  | Fev                                  | Mar                                  | Abr                                  | Mai                                  | Jun                                  | Jul                                  | Ago                                  | Set                                  | Out                                  | Nov                                  | Dez                                  | Ano                                  |
| --- | ------------------------------------ | ------------------------------------ | ------------------------------------ | ------------------------------------ | ------------------------------------ | ------------------------------------ | ------------------------------------ | ------------------------------------ | ------------------------------------ | ------------------------------------ | ------------------------------------ | ------------------------------------ | ------------------------------------ |
| Temperatura máxima recorde (°C) | 38                                   | 37,8                                 | 38,1                                 | 38                                   | 36,4                                 | 34,7                                 | 35,1                                 | 37,1                                 | 39,7                                 | 41,1                                 | 40,8                                 | 39,3                                 | 41,1                                 |
| Temperatura máxima média (°C) | 31                                   | 30,9                                 | 31,3                                 | 30,9                                 | 30,1                                 | 28,7                                 | 28,7                                 | 29,9                                 | 31,7                                 | 32,5                                 | 31                                   | 30,6                                 | 30,7                                 |
| Temperatura média compensada (°C) | 25,3                                 | 25,8                                 | 25,5                                 | 25,2                                 | 24,2                                 | 22,8                                 | 22,6                                 | 23,5                                 | 25,2                                 | 26,3                                 | 25,6                                 | 25,2                                 | 24,8                                 |
| Temperatura mínima média (°C) | 20,9                                 | 21,4                                 | 21,3                                 | 20,8                                 | 19,5                                 | 17,9                                 | 17,7                                 | 18,3                                 | 19,9                                 | 21,3                                 | 21,3                                 | 21,1                                 | 20,1                                 |
| Temperatura mínima recorde (°C) | 16,2                                 | 16,4                                 | 17,2                                 | 13,6                                 | 11,9                                 | 11,3                                 | 11                                   | 11,4                                 | 12,3                                 | 15,8                                 | 16,8                                 | 16,8                                 | 11                                   |
| Precipitação (mm) | 124,4                                | 93,1                                 | 111,1                                | 32,8                                 | 5,8                                  | 1,6                                  | 0,4                                  | 0,9                                  | 9,8                                  | 46                                   | 145,3                                | 176,9                                | 748,1                                |
| Umidade relativa compensada (%) | 67,5                                 | 63,4                                 | 65,6                                 | 61,5                                 | 57,7                                 | 56,3                                 | 52,6                                 | 48,4                                 | 46,6                                 | 49,8                                 | 63,6                                 | 68,9                                 | 58,5                                 |
| Insolação (h) | 224,8                                | 216,1                                | 231,8                                | 243,1                                | 254,2                                | 257,4                                | 269,3                                | 278,8                                | 256,7                                | 238,2                                | 185                                  | 188,1                                | 2 843,5                              |
| Fonte: INMET (precipitação e umidade: normal climatológica de 1991-2020; temperatura e insolação: normal de 1981-2010; recordes de temperatura: 01/03/1974 a 31/12/2015) |                                      |                                      |                                      |                                      |                                      |                                      |                                      |                                      |                                      |                                      |                                      |                                      |                                      |

## Economia
Historicamente, a agricultura da cidade se dava essencialmente pelo cultivo do algodão. Porém, com a praga dos "bicudos", essa prática se tornou impossibilitada. Atualmente, a agropecuária é o setor forte da economia do campo.
Na cidade, o comércio teve um crescimento contundente nos últimos anos, com o aparecimento de lojas de tecidos e confecções, no varejo e no atacado. Ademais, foram fundadas fábricas de roupas íntimas e de passeio, tornando Monte Azul um pólo regional no setor. Além disso, lojas de móveis, eletrodomésticos e eletrônicos em geral foram atraídas para a cidade. O Mercado Municipal foi ampliado no primeiro mandato da gestão de José Edvaldo, e hoje, o segundo andar abrange um centro comercial promissor.
O mercado consumidor monte-azulense é atraente, considerados os demais da região. Contudo, os níveis de IDH e PIB per capita são baixos em relação às demais regiões de Minas Gerais e do Sudeste do Brasil.

## Turismo
Monte Azul, apesar do clima e vegetação serem de transição entre os pertencentes ao Cerrado e Caatinga, é um município com muitas cachoeiras, cercadas de belíssimas serras. Entretanto, o turismo ecológico é praticamente inexplorado por governo e população da cidade. O máximo que se pode usufruir das belezas naturais monteazulenses é conseguido através dos acessos por estradas de terra e de "guias", que seriam os próprios moradores da região.
As serras que cercam a cidade além de ter referência na mudança do nome de Tremedal para Monte Azul, é de grande atração turística. Ao chegar a Monte Azul e ver as lindas serras azuis o viajante ou turista logo já sabe o porquê do nome.